# Golberode
Golberode ist ein Ortsteil der sächsischen Gemeinde Bannewitz im Landkreis Sächsische Schweiz-Osterzgebirge.

## Geografie
Der Ort liegt östlich des Hauptortes. Im Norden verläuft die Staatsstraße 191. Golberode liegt an der südlichen Talflanke des Gebergrundes (Landschaftsschutzgebiet).

## Geschichte
Erstmals urkundlich erwähnt wurde der Ort im Jahr 1288 als Holbrode, danach 1425 als Gollebrode (Kahlbärte). Bis 1552 besaß Golberode ein Lehngut. Die ansässigen Höfe entlang der ansteigenden Dorfstraße waren Untertanen der Grundherrschaft des Ritterguts Bärenklause. Außerdem befand sich im Ort bis 1856 eine Patrimonialgerichtsbarkeit. 1954 wurde die LPG Freundschaft gegründet.
Im Jahr 1857 wurde der Steinkohleschacht Dippoldschacht geteuft. 1859 eröffnete auf dem Schachtgelände die noch heute existierende Hornschänke. Die Tagesanlagen des Schachtes trug man dagegen 1873/74 ab. Ab 1885 wurde bei Golberode Sandstein gebrochen.
Im Gebergrund unterhalb der alten  Schmiede steht eine Mühle. Sie ist die oberste der drei ehemaligen Mühlen (Gaustritzer Mühle, Goppelner Mühle und Golberoder Mühle). Die Golberoder Mühle wurde bereits 1547 als „kleines Mühlgen“ erwähnt. Sie besaß einen Mahlgang zur Schrotherstellung, dieser wurde im Zuge der Mühlenreform in Sachsen aufgegeben, die Mühltechnik wurde abgebaut und der Mühlgraben verfüllt.

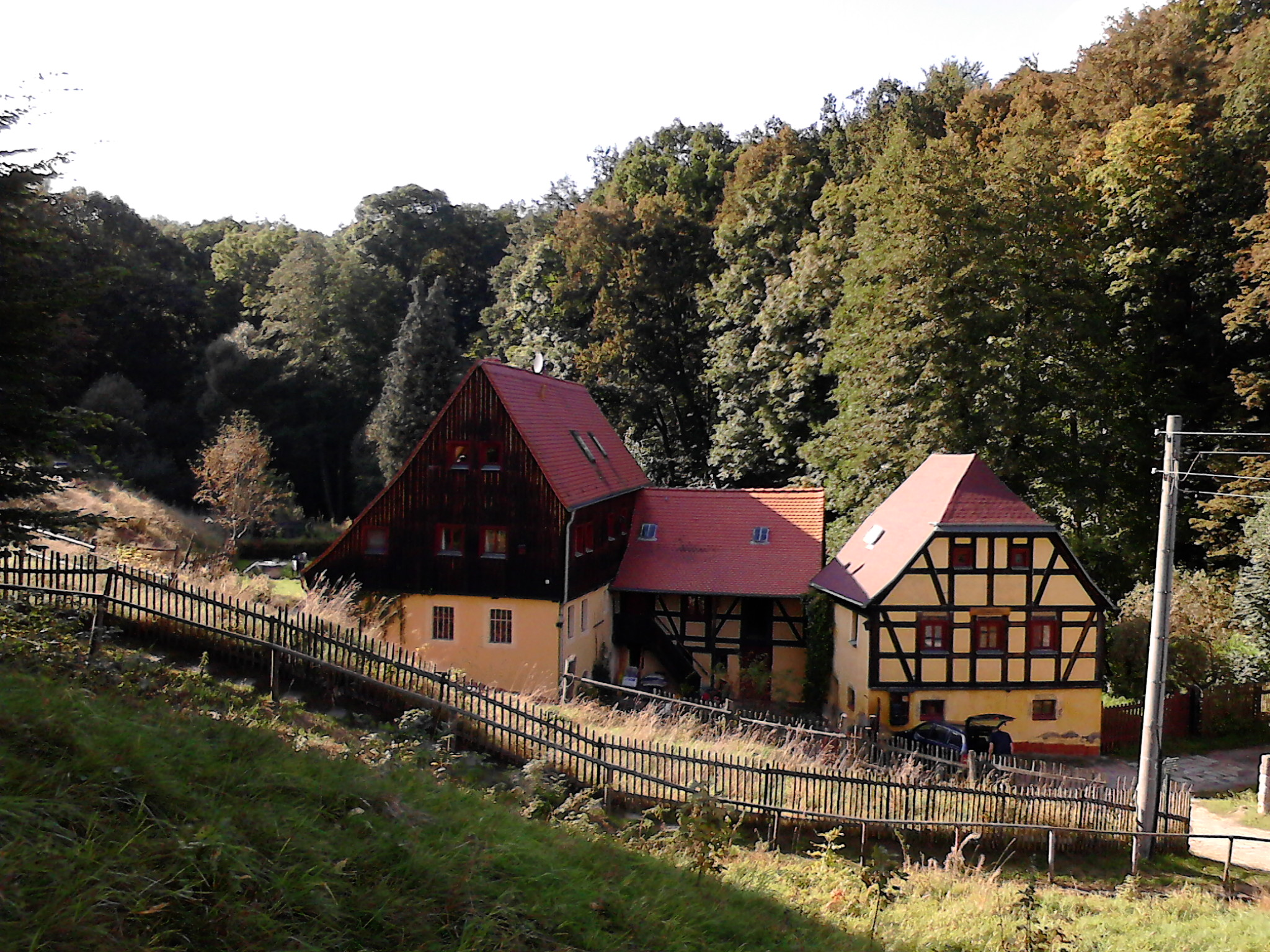

## Sonstiges
- Ortsvorsteherin ist Elke Schlerife (BG). (Stand Dezember 2015)